# Дяволска риба
Дяволските риби (Mobula mobular) са вид хрущялни риби от семейство Орлови скатове (Myliobatidae).
Таксонът е описан за пръв път от Пиер Жозеф Бонатер през 1788 година.